# فاطمه کرم‌زاده
فاطمه کرم‌زاده (زاده ۵ آذر ۱۳۷۷ در خرمشهر) عضو تیم ملی تیراندازی بانوان ایران است. و در بوشهر سکونت دارد. وی در بازی‌های المپیک تابستانی ۲۰۲۰ حضور داشت.

## افتخارات
مدال طلای تفنگ ۱۰ متر تیمی در جام جهانی کرواسی ۲۰۲۱
مدال برنز تفنگ ۱۰ متر تیمی در جام جهانی برزیل ۲۰۲۲
وی همچنین در مسابقات تیراندازی قهرمانی آسیا ۲۰۱۹ یک مدال نقره در تفنگ سه وضعیت ۵۰ متر تیمی زنان (به همراه الهه احمدی و مه‌لقا جام‌بزرگ) و یک مدال برنز در تفنگ بادی ۱۰ متر تیمی زنان (به همراه نجمه خدمتی و حسنا توتونچی) به‌دست‌آورد.

## کسب سهمیه المپیک
- پنجمی در مسابقات تفنگ سه وضعیت ۵۰ متر زنان در فینال انتخابی المپیک تابستانی ۲۰۲۰ در مسابقات تیراندازی قهرمانی آسیا ۲۰۱۹ و کسب سهمیه با حضور در فینال.[۷]
- وی در چهاردهمین دوره مسابقات تیراندازی قهرمانی آسیا و کسب سهمیه المپیک از ۱۴ تا ۲۳ آبان ۱۳۹۸ در دوحه، قطر برگزار شد، توانست چهارمین سهمیه المپیک تابستانی ۲۰۲۰ در رشته تیراندازی (در تفنگ سه وضعیت ۵۰ متر زنان) را برای ایران به دست بیآورد. (سهمیه‌های قبلی را نجمه خدمتی و آرمینا صادقیان و هانیه رستمیان گرفته‌بودند)[۸][۹]

## المپیک ۲۰۲۰ توکیو
فاطمه کرم‌زاده در مرحلهٔ مقدماتی تفنگ ۱۰ متر بادی زنان، با امتیاز ۶۲۴.۹ مقام بیست و سوم را در میان ۵۶ ورزشکار کسب کرد و از راه‌یابی به مرحله نهایی بازماند.
| میزبان     | ورزشکار        | رویداد               | مقدماتی | مقدماتی | فینال     | فینال     |
| میزبان     | ورزشکار        | رویداد               | امتیاز  | رتبه    | امتیاز    | رتبه      |
| ---------- | -------------- | -------------------- | ------- | ------- | --------- | --------- |
| توکیو ژاپن | فاطمه کرم زاده | تفنگ بادی ۱۰ متر     | ۶۲۴/۹   | ۲۳      | راه نیافت | راه نیافت |
| توکیو ژاپن | فاطمه کرم زاده | تفنگ سه وضعیت ۵۰ متر | ۱۱۶۳    | ۲۲      | راه نیافت | راه نیافت |